# Shay Knuth
Shay Knuth (nacida el 29 de mayo de 1945 en Milwaukee, Wisconsin) fue Playmate del Mes para la revista Playboy en su número de septiembre de 1969. Fue fotografiada por Dwight Hooker. En la época de la sesión fotográfica, estudiaba sociología en la Universidad de Wisconsin–Madison y trabajaba como Conejita en el Playboy Resort en Lake Geneva (Wisconsin).
Knuth apareció más tarde en las portadas de los números de enero de 1970 y diciembre de 1970 dePlayboy así como en el reportaje fotográfico "Playmates Para siempre" en abril de 1984.  Ella también trabajó como Conejita en los Playboy Clubs de San Francisco y de Londres y como la "Coordinador Oficial de Fiesta" para Studio 54.  Knuth ahora vive en Chicago y hace apariciones en "convenciones de glamour".